# Norrström
Norrström je přirozená vodní cesta spojující jezero Mälaren se Saltsjönem, který je zálivem Baltského moře. Je dlouhá okolo jednoho kilometru a protéká švédským hlavním městem Stockholmem. Nacházejí se na ní ostrovy Strömsborg a Helgeandsholmen. Přes Norrström vedou čtyři mosty: Vasabron, Riksbron, Norrbro a Strömbron. Na pobřeží se nacházejí Stockholmský palác a budova parlamentu. Menší jižní větev Norrströmu se nazývá Stallkanalen.
Norrström vznikl ve 13. století v důsledku postglaciálního vzestupu. Jezero Mälaren je o 70 cm výše než hladina Baltu, řeka proto vytváří peřeje, které využívají pro trénink vodní slalomáři. Průměrný průtok činí 160 m³/s. Norrström je také vyhledáván rybáři: žije zde okolo třiceti druhů ryb, nejčastěji je loven pstruh obecný mořský, losos obecný a okoun říční.
Malären s mořem propojuje kromě Norrströmu na severu také Söderström na jihu, mezi nimi leží historické centrum města Gamla stan. 